# Podosilis convexa
Podosilis convexa es una especie de coleóptero de la familia Cantharidae.

## Distribución geográfica
Habita en Birmania.